# الدحي
الدحي (تُعرَف أيضًا بـقرية الدحي) هي قرية عربية صغيرة تقع في منطقة الجليل الأسفل، شرق مدينة العفولة وتبعد نحو 16 كيلومتراً جنوب مدينة الناصرة. قرية الدحي تتبع إداريًا للمجلس الإقليمي بستان المرج في شمال إسرائيل. تُعد القرية من أصغر التجمعات السكانية في المنطقة من حيث عدد السكان والمساحة, يبلغ عدد سكان القرية قُرابة ال 800 نسمة، جميعهم من العرب المسلمين، وينتمون إلى عائلة زعبي، وهي العائلة الوحيدة التي تسكن القرية منذ عقود طويلة.
تقع قرية الدحي إلى الجنوب الشرقي من العفولة، على منحدرات جبلية منخفضة تُطلّ على القسم الشرقي من سهل مرج ابن عامر وتمتد أراضيها غربًا نحو مشارف مدينة العفولة.
يرتبط اسم القرية بالتقليد المحلي الذي يفيد بأن الصحابي دِحيَةَ الكَلبي دُفن في محيطها، وتحديدًا على قمة جبل قريب يُعرف اليوم باسم "جبل الدحي". لكن مصادر تاريخية أكثر ترجيحًا تشير إلى أن الضريح الأصيل للصحابي دحية الكلبي يقع في حي المزة بمدينة دمشق، حيث بُني له مقام معروف منذ العهد العثماني.
تُدار القرية ضمن سلطة المجلس الإقليمي بستان المرج، إلى جانب قرى سولم، نين، وكفر مصر.

## الموقع والجغرافيا
تقع قرية الدحي (Ed‑Dahi) على ارتفاع نحو 550 مترًا فوق سطح البحر، على منحدر جبل محلي يُعرف اليوم بـ"جبل الدحي"، وتُشرف على مدينة العفولة وسهل مرج بن عامر وتمتد على مساحة صغيرة نسبيًا، وهي جزء من المجلس الإقليمي بستان المرج. تبعد حوالي 8  كيلومترًا شرق مدينة العفولة، وحوالي 16 كيلومترًا جنوب مدينة الناصرة، وقد شاع اسم الجبل القريب باسمها أيضًا.

## التاريخ

### العهد العُثماني
وردت الدحي في تعداد عثماني لعام 1870–1871 ضمن ناحية الشفاء الشمالي، دون تفاصيل عددية تسبب نقصًا في التعدادات الرسمية. في عام 1875، وصف الرحّالة الفرنسي Victor Guérin  القرية على أنها صغيرة ومكوّنة من نحو 15 بيتًا حجرية، محاطة بحدائق وأشجار صبار.
في تقرير PEF Survey of Western Palestine عام 1882، وُصفت القرية بأنها "مجموعة من الأكواخ الحجرية على سلسلة مرتفعة، تحيط بها أشجار زيتون"، مع بئر للمياه أسفل التل.

### فترة الإنتداب البريطاني
خلال فترة الانتداب البريطاني، خضعت قرية الدحي لعدة عمليات إحصاء رسمية، تعكس نموًا سكانيًا طفيفًا واستقرارًا نسبيًا في النسيج الاجتماعي والاقتصادي. ففي إحصاء عام 1922 الذي أجرته سلطات الانتداب، بلغ عدد سكان القرية 84 نسمة، جميعهم من المسلمين.
وبعد نحو تسع سنوات، أظهر إحصاء عام 1931 أن عدد السكان ارتفع بشكل طفيف إلى 87 نسمة، موزعين على 16 بيتًا سكنيًا، مع بقاء البنية السكانية متجانسة دينيًا. بحلول عام 1945، قُدّر عدد سكان الدحي بـ110 نسمة، واستمرت القرية بتكوينها العربي المسلم الكامل. من حيث توزيع الأراضي، امتلك سكان القرية ما مجموعه 8,038 دونمًا، خُصص الجزء الأكبر منها للزراعة، حيث زُرع نحو 2,979 دونمًا بالحبوب، بينما استُخدم 19 دونمًا لزراعة الأشجار والبساتين، و10 دونمات فقط كأراضٍ مبنية تُشكل النواة السكنية للقرية.

### دولة إسرائيل
بعد قيام دولة إسرائيل عام 1948، بقيت قرية الدحي ضمن حدود الدولة الجديدة، واستمرت كوحدة سكنية صغيرة ذات طابع ريفي متجانس. على مدى العقود التالية، عانت القرية من التهميش البنيوي، إذ لم تحظَ بنصيب كافٍ من التطوير مقارنةً بمحيطها، مما انعكس على مستوى البنية التحتية والخدمات العامة. ومع ذلك، شهدت تحولات تدريجية في أوائل القرن الحادي والعشرين. ففي شهر شباط (فبراير) من عام 2016، أعلن المجلس الإقليمي بستان المرج عن نقل مقره الرسمي من مدينة العفولة إلى قرية الدحي، في خطوة رمزية وإدارية تهدف إلى تعزيز مكانة القرية ودمجها بشكل أوسع في إدارة الشؤون المحلية.
وفي عام 2017، اكتملت مشاريع تعبيد ورصف الطرق الداخلية في القرية، الأمر الذي ساهم في تحسين نوعية الحياة اليومية للسكان، وفتح المجال أمام تطوير إضافي في المستقبل. ووفقًا لبيانات مكتب الإحصاء المركزي الإسرائيلي لعام 2021، بلغ عدد سكان القرية حوالي 712 نسمة، جميعهم من المواطنين العرب المسلمين، وينتمون إلى عائلة واحدة كبرى هي عائلة زعبي، التي تُعد المكوّن الاجتماعي الوحيد في القرية منذ عقود طويلة.

#### حرب لبنان 2006
خلال حرب لبنان الثانية عام 2006، أصاب صاروخ من نوع "فجر"، أطلقته ميليشيا حزب الله من جنوب لبنان، الجبل الذي تقع عليه قرية الدحي. وقد سقط الصاروخ داخل محمية طبيعية قريبة من القرية، مما أدى إلى أضرار جسيمة بالأشجار والنباتات في المنطقة. يُنظر إلى هذا الحدث باعتباره تصعيدًا في نوعية الأسلحة المستخدمة في الحرب، وقد أثار حينها حالة من القلق في التجمعات السكانية القريبة، رغم عدم وقوع إصابات بشرية في القرية.

### المعالم
تضم قرية الدحي عددًا محدودًا من المعالم، إلا أن أهمها من الناحية الدينية والشعبية هو مقام يُنسب إلى الصحابي الجليل دِحية الكلبي، ويقع على قمة الجبل المطل على القرية من الجهة الشرقية. يُعد هذا المقام جزءًا من الذاكرة المحلية، ويُقال إنه ضريحه، رغم غياب دلائل تاريخية قاطعة تؤكد ذلك. في العقود الماضية، كان المقام يشهد زيارات دورية من سكان القرى والبلدات المجاورة، خاصة في المواسم والمناسبات الدينية، لكنه فقد جزءًا من دوره الرمزي والاجتماعي في السنوات الأخيرة.
تحتوي القرية على مسجد واحد، يُعد المركز الديني الوحيد لسكانها، ويخدمهم في الصلوات والفعاليات الدينية الأساسية.
كما يمكن مشاهدة بقايا لبيوت حجرية قديمة في أطراف القرية، وهي آثار لبيوت أو ما يُعرف محليًا بـ"عُقود" — وهي غرف حجرية مقببة كانت تُستخدم للسكن أو التخزين في الأزمنة السابقة. معظم هذه المباني تهدّمت بفعل عوامل الزمن والإهمال، ولم يتبقَ منها اليوم سوى أطلال صامتة تشير إلى النمط المعماري الريفي الذي كان سائدًا في المنطقة قبل قرن أو أكثر.

## التعليم
لا توجد في قرية الدحي مدرسة ابتدائية أو ثانوية، ويقتصر المجال التعليمي داخل القرية على روضة أطفال تخدم الأطفال حتى سن ست سنوات. بعد هذا السن، يتوجّه غالبية طلاب القرية إلى مدرسة نين الابتدائية، الواقعة في قرية نين المجاورة، حيث يدرسون فيها حتى الصف السادس. ابتداءً من الصف السابع وحتى الثاني عشر، يكمل معظم الطلاب تعليمهم في المدرسة الإعدادية والثانوية في نين، التي تُعد المؤسسة التعليمية المركزية لأبناء قرى بستان المرج.

## المواصلات
ترتبط قرية الدحي بمدينة العفولة من خلال خط حافلات منتظم يحمل الرقم 2، وتديره شركة סופרבוס (سوبر-باص). يُعد هذا الخط وسيلة النقل العام الأساسية لسكان القرية، ويعمل بشكل متواصل على مدار الساعة طوال أيام الأسبوع، باستثناء يوم السبت، حيث تتوقف الخدمة.
تُستخدم الحافلات بشكل يومي من قبل الطلاب والعمال والسكان للوصول إلى العفولة، ومنها إلى مراكز مدنية وتجارية وتعليمية أخرى في المنطقة، بما في ذلك الناصرة ومحيطها. وتُعتبر هذه الخدمة عنصرًا حيويًا في دعم الحياة اليومية لسكان القرية، نظرًا لغياب مراكز خدمية رئيسية داخلها.